# Muhammad Jafar Jamal al-Kahtani

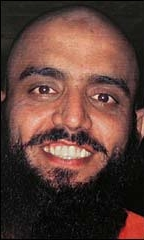
Muhammad Jafar Jamal al-Kahtani, eine der vier Geiseln, die im Juli 2005 aus Bagram flüchteten.

Muhammad Jafar Jamal al-Kahtani (* 1973 in Wadi Jash; auch Abu Nasir al-Qahtani) ist ein saudi-arabischer Staatsbürger, ehemaliger Inhaftierter im US-amerikanischen Militärgefängnis Bagram und vermuteter Al-Qaida-Terrorist. Er wurde als einer der vier Männer beschrieben, die für die Flucht aus Bagram am 11. Juli 2005 verantwortlich waren. Nach Angaben von Eric Schmitt und Tim Holden von der New York Times identifizierten US-Beamte ihn und Omar al Farouq zunächst nicht unter ihren richtigen Namen, als sie zum ersten Mal ausbrachen.

## Zusammenhänge zu Al-Qaida und Flucht
Schmitt und Golden berichteten: „Geheimdienstbeamte äußerten unterschiedliche Ansichten über die Bedeutung von Herrn Kahtani. Ein Beamter beschrieb ihn als einen der Verantwortlichen für die Aufrechterhaltung der operativen Unterstützungsstruktur von Al-Qaida in Afghanistan; ein anderer sagte, er sei ein wichtiger Qaida-Kämpfer, aber kein hochrangiger Agent.“
Al-Kaktani und die anderen drei Männer wurden zusammen mit vier anderen Männern in Zelle 119 in Bagram, einer Isolationszelle, festgehalten. Schmitt und Golden berichteten, dass geplant war, die vier Männer in das Gefangenenlager Guantanamo Bay auf Kuba zu verlegen.
Al-Kahtani erschien in einem Video, das später im Jahr 2005 von Al-Qaida veröffentlicht wurde. Radio Free Europe berichtete, dass Al-Kahtani im Oktober 2005 in einem Al-Qaida-Video mit den anderen geflohenen Männern zu sehen war.
Amerikanische Beamte gaben am 6. November 2006 eine Erklärung heraus, dass ein „bekannter Al-Qaida-Aktivist und fünf weitere Extremisten“ bei einer Operation in der Provinz Chost gefangen genommen worden seien. Am 13. November 2006 berichtete Asharq Alawsatreport, dass es sich bei einem der gefangenen Männer um einen Saudi handele, der als Abu Nasir al-Qahtani identifiziert worden sei. Dieser stellte sich später als Muhammad Jafar Jamal al-Kahtani heraus. Xinhua meldete, die Männer hätten „Granaten, militärische Ausrüstung, panzerbrechende Munition und AK-47-Sturmgewehre“ sowie eine „Kamera mit Überwachungsvideos von nahe gelegenen Militäreinrichtungen“ bei sich gehabt. Ein Sprecher der Taliban erklärte gegenüber News International, al-Kahtani sei in einem Unterschlupf in der Nähe des Flughafens von Khost gefangen genommen worden.
Al-Kahtani wurde am 29. April 2007 an Saudi-Arabien ausgeliefert. Er war zuletzt in Riad inhaftiert.